# Wład Topałow
Wład Topałow (ros. Влад Топалов), właśc. Władisław Michajłowicz Topałow (ros. Владислав Михайлович Топалов; ur. 25 października 1985 w Moskwie) – rosyjski piosenkarz, tancerz i aktor, wokalista zespołu Smash!! w latach 2001–2006.

## Dyskografia

### Albumy studyjne

#### Jako Smash!!
- Freeway (2003)
- 2Nite (2004)
- Evolution (2005)

#### Solowe
- Odinokaja zwiezda (Одинокая звезда; 2006)[2]
- Pust serdce reszajet (Пусть сердце решает; 2008)[3]
- I Will Give It All to You (2008)[4]
- How Can It Be (2010)[5]